# Monte Clark Arena Cup 2019
La Monte Clark Arena Cup 2019 è la 1ª edizione dell'omonimo torneo di football americano.
Il 23 febbraio i Sankt Petersburg North Legion si sono ritirati e sono stati sostituiti dai Grodno Barbarians.

## Squadre partecipanti
| Club                             | Città           | Stadio | Sponsor ufficiale | Risultato nella stagione 2018 |
| -------------------------------- | --------------- | ------ | ----------------- | ----------------------------- |
| Grodno Barbarians                | Hrodna          |        |                   |                               |
| Kaliningrad Amber Hawks          | Kaliningrad     |        |                   |                               |
| Minsk Zubrs                      | Minsk           |        |                   |                               |
| Petrozavodsk Karelian Gunners    | Petrozavodsk    |        |                   |                               |
| ( Sankt Petersburg North Legion) | San Pietroburgo |        |                   |                               |
| Vilnius Iron Wolves              | Vilnius         |        |                   |                               |
| Vinnytsia Wolves                 | Vinnycja        |        |                   |                               |

## Stagione regolare

### Calendario
| Minsk 3 marzo 2019, ore 9:00 | Petrozavodsk Karelian Gunners | 20 – 6 | Vinnytsia Wolves |  |

| Minsk 3 marzo 2019, ore 9:00 | Vilnius Iron Wolves | 13 – 12 | Kaliningrad Amber Hawks |  |

| Minsk 3 marzo 2019, ore 10:00 | Petrozavodsk Karelian Gunners | 14 – 36 | Minsk Zubrs |  |

| Minsk 3 marzo 2019, ore 10:00 | Grodno Barbarians | 8 – 28 | Vilnius Iron Wolves |  |

| Minsk 3 marzo 2019, ore 11:00 | Vinnytsia Wolves | 0 – 32 | Minsk Zubrs |  |

| Minsk 3 marzo 2019, ore 11:00 | Grodno Barbarians | 0 – 12 | Kaliningrad Amber Hawks |  |

### Classifiche
Le classifiche della regular season sono le seguenti:
- PCT = percentuale di vittorie, G = partite giocate, V = partite vinte, P = partite perse, PF = punti fatti, PS = punti subiti

#### Girone A
| Pos. | Squadra                       | PCT   | G | V | P | PF | PS |
| ---- | ----------------------------- | ----- | - | - | - | -- | -- |
| 1    | Minsk Zubrs                   | 1.000 | 2 | 2 | 0 | 68 | 14 |
| 2    | Petrozavodsk Karelian Gunners | .500  | 2 | 1 | 1 | 34 | 42 |
| 3    | Vinnytsia Wolves              | .000  | 2 | 0 | 2 | 6  | 52 |

#### Girone B
| Pos. | Squadra                 | PCT   | G | V | P | PF | PS |
| ---- | ----------------------- | ----- | - | - | - | -- | -- |
| 1    | Vilnius Iron Wolves     | 1.000 | 2 | 2 | 0 | 41 | 20 |
| 2    | Kaliningrad Amber Hawks | .500  | 2 | 1 | 1 | 24 | 13 |
| 3    | Grodno Barbarians       | .000  | 2 | 0 | 2 | 8  | 40 |

## Playoff

### Tabellone
|  | Semifinali | Semifinali                    | Semifinali |                               |    | Finale          | Finale                  | Finale          |  |
|  |            |                               |            |                               |    |                 |                         |                 |  |
|  | 1A         | Minsk Zubrs                   | 40         |                               |    |                 |                         |                 |  |
|  | 1A         | Minsk Zubrs                   | 40         |                               |    |                 |                         |                 |  |
|  | 2B         | Kaliningrad Amber Hawks       | 7          |                               |    |                 |                         |                 |  |
|  | 2B         | Kaliningrad Amber Hawks       | 7          |                               | 1A | Minsk Zubrs     | 27                      |                 |  |
|  |            |                               |            |                               | 1A | Minsk Zubrs     | 27                      |                 |  |
|  |            |                               | 2A         | Petrozavodsk Karelian Gunners | 13 |                 |                         |                 |  |
|  | 1B         | Vilnius Iron Wolves           | 2A         | Petrozavodsk Karelian Gunners | 13 | 13              |                         |                 |  |
|  | 1B         | Vilnius Iron Wolves           |            |                               |    | 13              |                         |                 |  |
|  | 2A         | Petrozavodsk Karelian Gunners | 28         |                               |    | Finale 3º posto | Finale 3º posto         | Finale 3º posto |  |
|  | 2A         | Petrozavodsk Karelian Gunners | 28         |                               |    |                 |                         |                 |  |
|  |            |                               |            |                               |    |                 |                         |                 |  |
|  |            |                               |            |                               |    | 2B              | Kaliningrad Amber Hawks | 30              |  |
|  |            |                               |            |                               |    | 2B              | Kaliningrad Amber Hawks | 30              |  |
|  |            |                               |            |                               |    | 1B              | Vilnius Iron Wolves     | 6               |  |

|  | Finale 5º - 6º posto |                   |    |  |
|  |                      |                   |    |  |
|  | 3A                   | Vinnytsia Wolves  | 25 |  |
|  | 3B                   | Grodno Barbarians | 0  |  |

### Semifinali
| Minsk 3 marzo 2019, ore 12:00 | Minsk Zubrs | 40 – 7 | Kaliningrad Amber Hawks |  |

| Minsk 3 marzo 2019, ore 12:00 | Vilnius Iron Wolves | 13 – 28 | Petrozavodsk Karelian Gunners |  |

### Finale 5º - 6º posto
| Minsk 3 marzo 2019, ore 13:00 | Vinnytsia Wolves | 25 – 0 | Grodno Barbarians |  |

### Finale 3º - 4º posto
| Minsk 3 marzo 2019, ore 13:00 | Kaliningrad Amber Hawks | 30 – 6 | Vilnius Iron Wolves |  |

### Finale
| Minsk 3 marzo 2019, ore 14:00 | Minsk Zubrs | 27 – 13 | Petrozavodsk Karelian Gunners |  |

## Verdetti
- Minsk Zubrs Campioni della Monte Clark Arena Cup 2019